# 朱东润
朱东润（1896年—1988年），原名世溱，男，江苏泰兴人，中国古典文学研究家、作家，曾任中华诗词学会顾问。